# Línea Zamora-La Coruña
La línea Zamora-La Coruña es una línea de ferrocarril de 453 kilómetros de longitud que pertenece a la red ferroviaria española. Une la Meseta con Galicia por el sur recorriendo las provincias de Zamora, Orense, Pontevedra y La Coruña. Siguiendo la catalogación de Adif es la línea 822.
Fue abierta al tráfico en su totalidad por RENFE en 1958 tras unas largas y complejas obras que duraron más de treinta años y se vieron afectadas por diversos avatares históricos. En la actualidad se está construyendo en este corredor la Línea de alta velocidad Olmedo-Zamora-Galicia.

## Historia

### Antecedentes

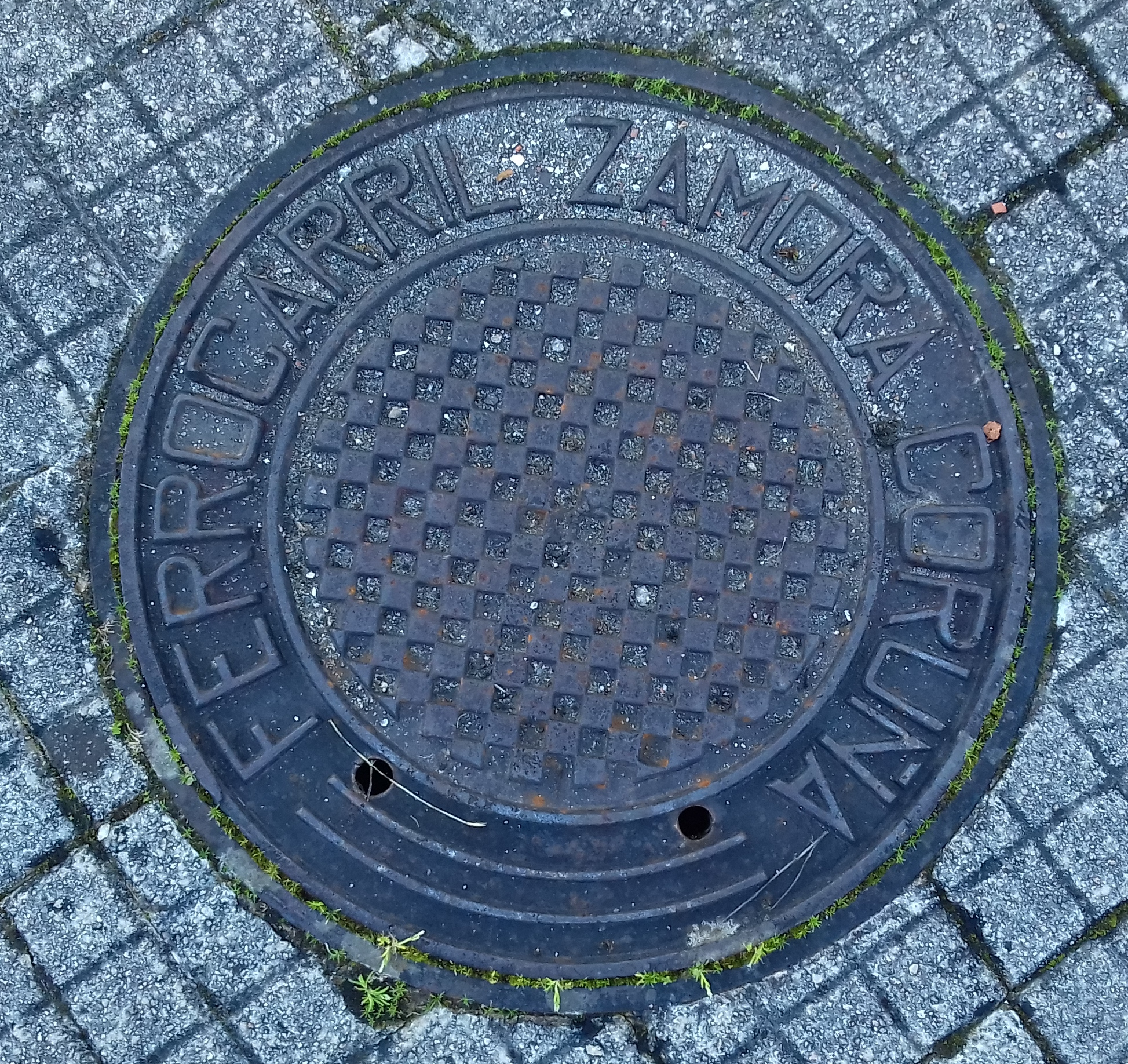
Tapa de registro del Ferrocarril Zamora - La Coruña en la estación de Carballino.

Los antecedentes de la línea se encuentran en varias disposiciones legales emitidas por el gobierno en 1855 y 1857 contemplando un trazado radial entre Madrid y el puerto de Vigo por Zamora y Orense. La construcción de la línea General del Norte que alcanzó Medina del Campo en 1860 y fue unida con Madrid en 1863 permitió que al año siguiente se llegara a Zamora. Con ello, ya era posible seguir hasta Orense. Sin embargo, no fue así, ya que el 25 de abril de 1864 una comisión de ingenieros emitió una resolución que desaconsejaba fuertemente dicha prolongación, sobre la base de dos grandes motivos: una orografía muy adversa y la ausencia de núcleos de población intermedios que superaran los 2000 habitantes. Se señalaba además, como alternativa, que una prolongación hacia el norte, vía Astorga permitiría enlazar con la entrada a Galicia por el norte haciendo que el acortamiento por el sur solo fuera de 20 kilómetros. La comisión reflejó que el tramo Orense-Zamora podría ser de "los más difíciles de España, incluyendo los de la bajada del puerto de Pajares en el ferrocarril de Asturias". Ante tal perspectiva el gobierno optó por archivar el proyecto.

### Construcción
En 1926, en plena dictadura de Primo de Rivera se aprobó el plan Guadalhorce que buscaba mejorar el mallado ferroviario creando nuevas líneas férreas y de paso reducir el desempleo gracias a las obras públicas. Renacía así la conexión de Zamora a Orense que sería prolongada hasta Santiago de Compostela y La Coruña, ya que Vigo ya estaba conectada por Orense. Aprobada la Zamora-La Coruña las obras empezaron al año siguiente. Se dividieron en cuatro tramos: Zamora-Puebla de Sanabria, Puebla de Sanabria-Orense, Orense-Santiago de Compostela y Santiago de Compostela-La Coruña. José Fernández-España Vigil, que falleció poco después del inicio de las obras en un accidente de coche, fue el ingeniero jefe de la línea. 
Aun así el trazado siguió generando dudas alimentadas por la derogación del plan Guadalhorce tras la proclamación de la Segunda República en 1931 y las consecuencias de la Crisis económica de 1929. En efecto, no faltaban opiniones como la de José Eugenio Ribera que consideraban que la construcción tenía un coste excesivo para las arcas públicas y un beneficio poco claro. Todo esto tuvo como consecuencia una reducción del gasto y la paralización de las obras, lo que generó un importante clima de tensión entre la clase obrera y el gobierno que se plasmó en protestas, manifestaciones y huelgas en la que incluso falleció un joven orensano. Presionado el gobierno, optó por permitir la continuación de las obras pero remitió la financiación de las mismas a las administraciones locales (ayuntamientos y diputaciones), lo que redujo sensiblemente el ritmo de una construcción, que acabó totalmente parada tras el estallido de la Guerra Civil en 1936.

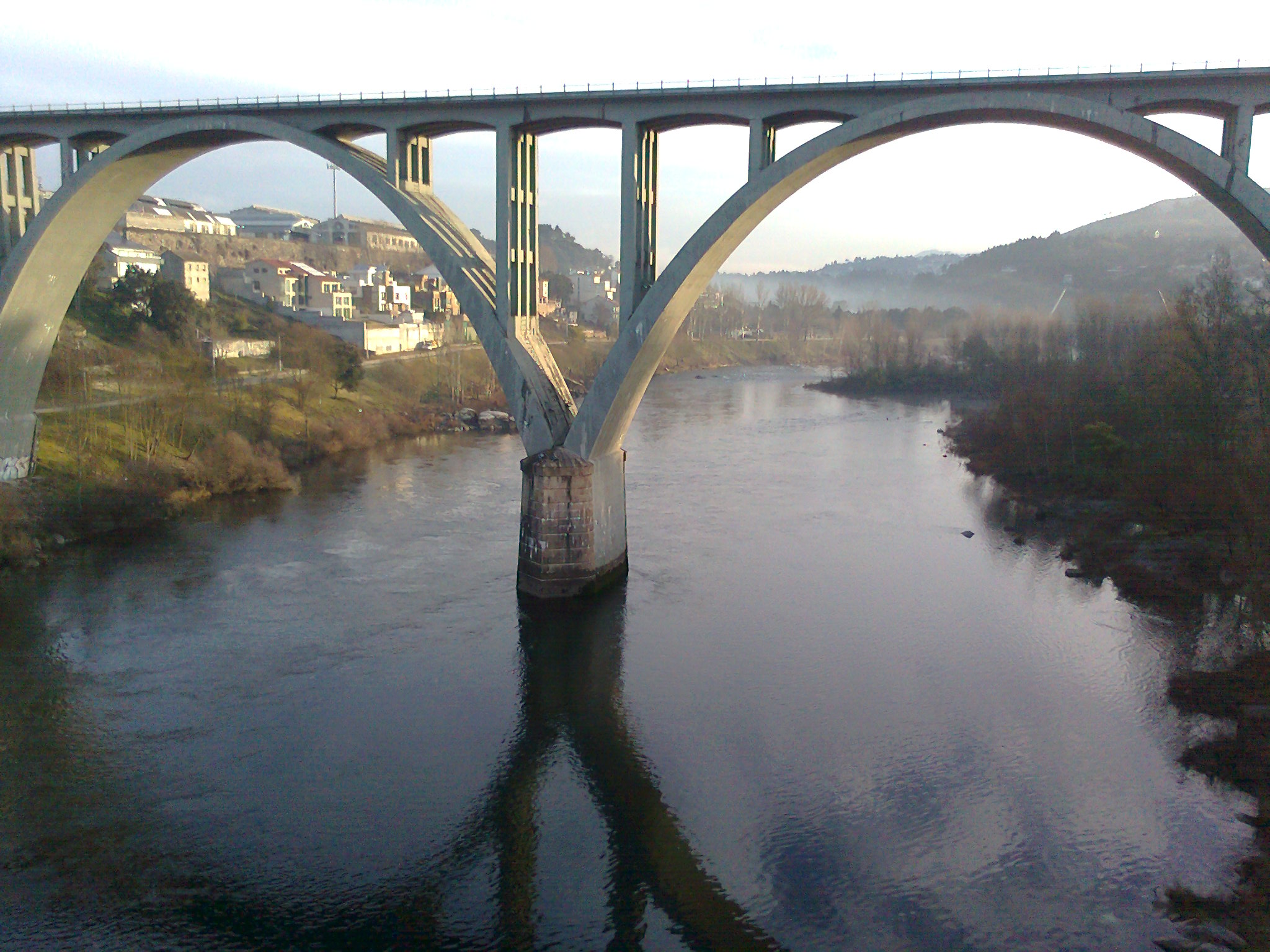
Viaducto sobre el río Miño, en Orense.

Finalizada la guerra, el nuevo gobierno franquista emitió un decreto fechado el 9 de noviembre de 1939 en el que ordenaba la reanudación urgente de las obras, a la vez que las calificaba de preferentes. La mano de obra empleada en la obra se vio reforzada por presos republicanos condenados a trabajos forzados, que engrosaron las filas de los carrilanos, nombre que recibían los trabajadores de la línea, debido a la carreta que solían utilizar para transportar las escasas pertenencias que poseían. Poco a poco, se fueron completando algunas de las infraestructuras más destacadas del recorrido como el túnel del Padornelo de 5,8 km o el viaducto sobre el río Teja. El 14 de abril de 1943 se pudo inaugurar el tramo entre Santiago y La Coruña al que le siguieron el tramo Zamora-Puebla de Sanabria, 23 de septiembre de 1952, el Orense-Carballino, el 1 de julio de 1957 y finalmente el Carballino-Santiago de Compostela, el 8 de septiembre de 1958. Ese mismo día, un convoy encabezado por una locomotora Alco 1801 inauguró la línea en su totalidad en presencia de numerosas autoridades entre las que figuraba el dictador Francisco Franco. Concluían así unas obras faraónicas, de más de tres décadas que habían requerido, 15.000 hombres, 14 viaductos, 182 túneles, 692.000 metros cúbicos de hormigón y remover más de 19.900.000 metros cúbicos de tierra todo con medios bastante precarios y con una alta siniestrabilidad laboral.

### Evolución
A principio del siglo XXI el tramo Santiago-La Coruña sufrió importantes modificaciones enmarcadas en las obras de la Línea de alta velocidad Olmedo-Zamora-Galicia. Fue desdoblado y posteriormente electrificado a 25 KV. Sigue siendo de ancho ibérico pero se usaron traviesas polivalentes para facilitar una conversión a ancho internacional. Las obras se iniciaron en el año 2001 y completaron en el 2011.

## Características
La línea entre Zamora y La Coruña es un trazado de 439 kilómetros de vía única en ancho ibérico (1 668 mm) sin electrificar a excepción del tramo Santiago de Compostela-La Coruña, que es de vía doble electrificada a 25 KV. Emplea tres tipos de bloqueos a lo largo de su recorrido todos ellos con CTC (Control de Tráfico Centralizado. Entre Medina del Campo y Puebla de Sanabria, Bloqueo de Liberación Automática en vía única (BLAU), entre Puebla de Sanabria y Santiago de Compostela, Bloqueo Automático de Vía Única (BAU) y entre Santiago de Compostela y La Coruña, Bloqueo Automático Banalizado (BAB).
La velocidad máxima permitida en gran parte del recorrido es de 140 km/h. Este valor se ve reducido entre Puebla de Sanabria y Zamora, donde no es posible superar los 125 km/h, y se ve aumentado notablemente en el tramo final de la línea, entre Santiago de Compostela y La Coruña, donde los trenes pueden alcanzar los 200 km/h.

## Recorrido

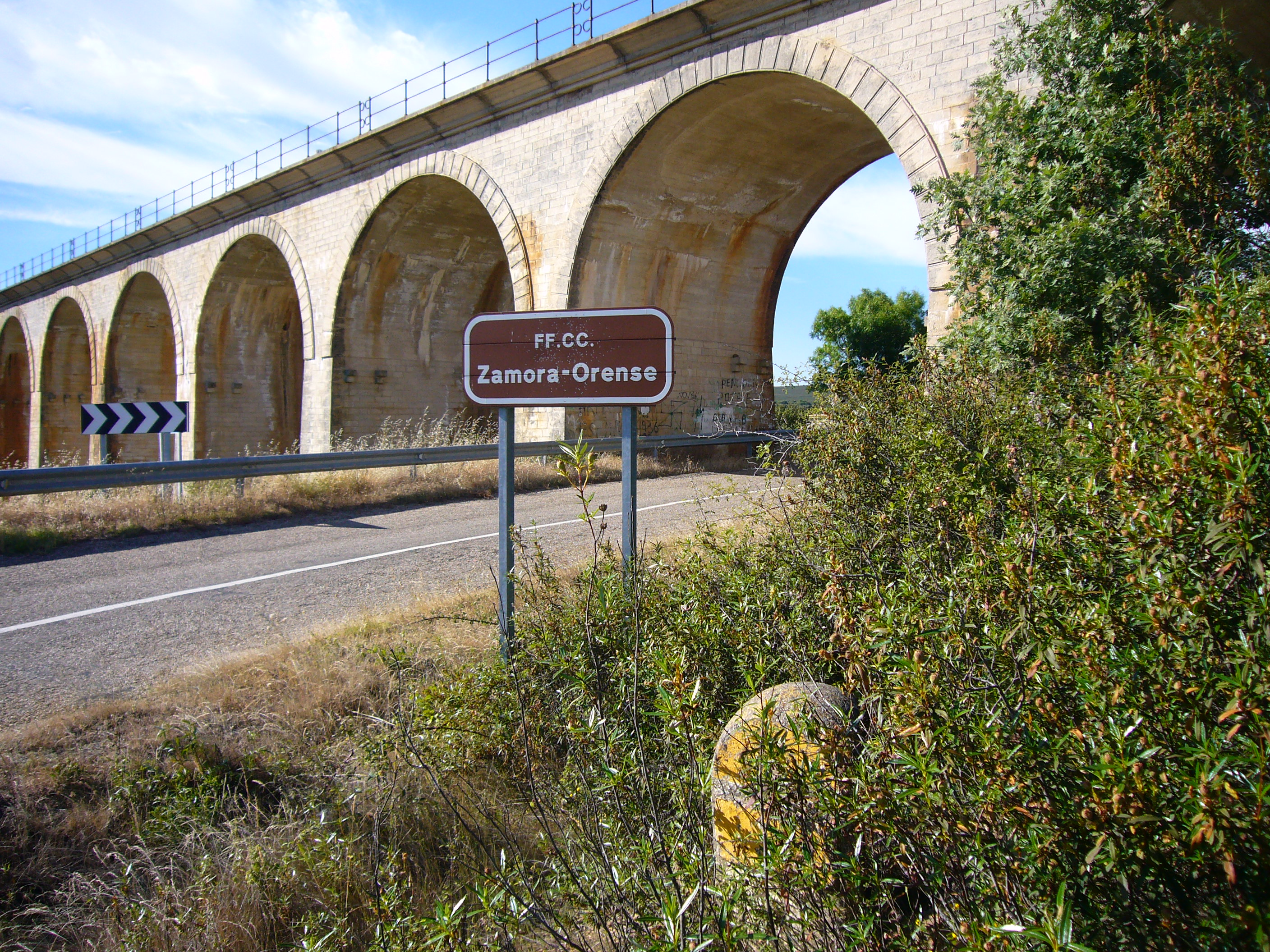
Señal de la línea en la ZA-902 a su paso por el viaducto del Vertillo en San Martín de Tábara.

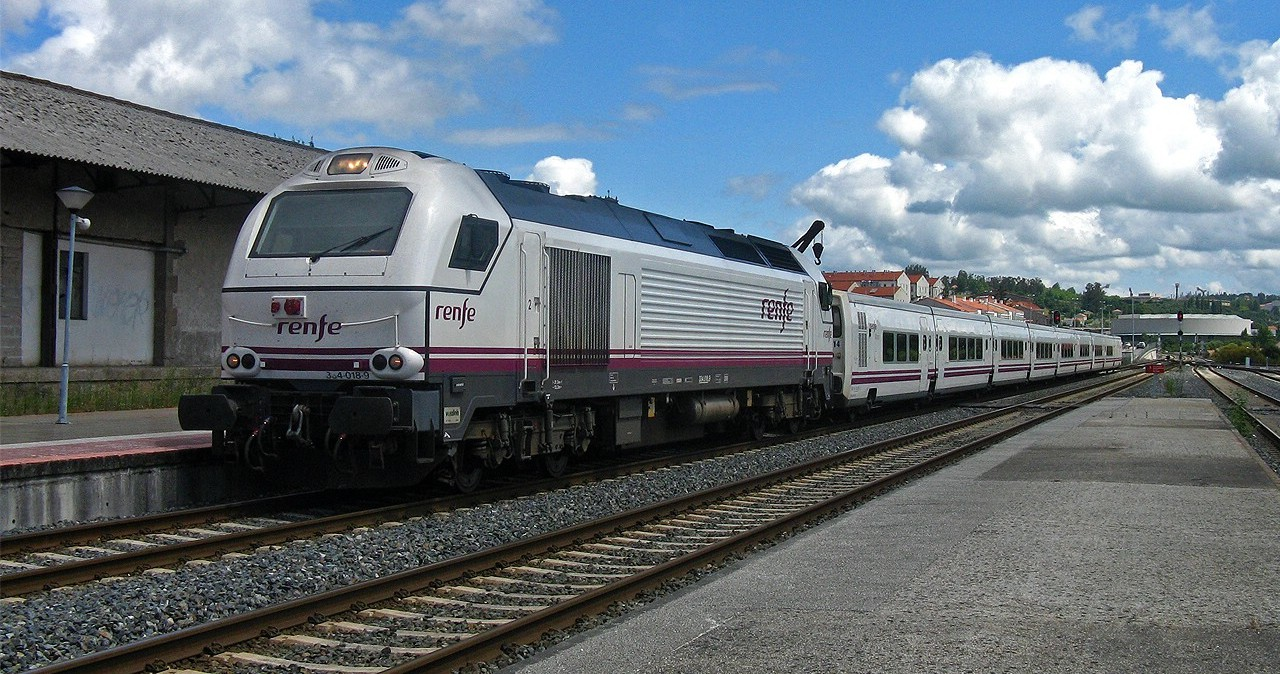
Talgo con destino Madrid en la Estación de Santiago de Compostela

Zamora es el punto de partida de un recorrido sinuoso que no tarda en alcanzar su primera dificultad: el túnel urbano de San Lázaro bajo el barrio homónimo de la ciudad. Más corto es el siguiente túnel, bajo el bosque de Valorio. Alejada del núcleo urbano, la línea toma una orientación noroeste que mantendrá hasta Puebla de Sanabria. Al llegar al embalse del Esla, el trazado se encuentra con una de sus obras de ingeniería más destacadas: el viaducto Martín Gil de 479 metros de longitud, construido en hormigón y que sirve para superar un desnivel de 110 metros. Aunque menos espectacular, también sobresale el viaducto del Vertillo con sus 16 arcos y sus 213 metros para superar el arroyo de los Vallones y una carretera provincial y a continuación el del arroyo Truchas de 15 arcos. El punto kilométrico 106,90 marca la llegada a Puebla de Sanabria y el inicio de uno de los tramos más complejos de la línea, con una sucesión de túneles que tienen su punto culminante cerca del límite entre Castilla y León y Galicia con el túnel de Padornelo de casi 6 kilómetros, el más largo en activo de la red clásica.
Ya en la provincia de Orense, tras superar el túnel de la Canda la línea inicia un acusado descenso, donde en poco más de 100 kilómetros se pasa de los 1 105 metros de altitud a los 133 metros de la capital orensana. Fiel a su perfil, el trazado sigue acumulando numerosas obras de ingeniería. La más notable, por su longitud, es el túnel de Corno, de 2 491 metros de longitud. En dirección a Santiago de Compostela, el recorrido hace una incursión en la provincia de Pontevedra antes de llegar a la ciudad compostelana y poner rumbo al norte hacia su destino final. Nuevos viaductos y largos túneles facilitan la llegada a La Coruña evitando los meandros del trazado original, que a cambio daban servicio a un mayor número de localidades.

## Tráfico ferroviario
La infraestructura se caracteriza por un tráfico desigual debido a que, como paso intermedio hacia Galicia desde Madrid usando el tramo Zamora-Orense, se suele preferir el recorrido por León que sí cuenta con electrificación. Mucho más elevado es el tráfico en la parte gallega de la línea, especialmente entre La Coruña y Santiago de Compostela, que permite velocidades muy superiores al resto del trazado.
Gran parte línea era usada por trenes de largo recorrido, tanto Alvia como Trenhotel, que unen Galicia con Madrid y con Alicante hasta la inauguración de la LAV entre Orense y Santiago, así como entre Zamora y Taboadela. El trenhotel que unía Madrid y Galicia ha sido desviado por León, y circulaba junto con el Atlántico entre Madrid y Ferrol hasta su supresión en marzo de 2020 por la pandemia de COVID-19. 
En cuanto a los trenes de Media Distancia, es transitada por la línea 18 entre Valladolid y Puebla de Sanabria, El regional entre Orense y Santiago de Compostela, y la 1, entre Vigo y La Coruña. 
También cuenta con tráfico de mercancías especialmente entre Orense y La Coruña, con una media de entre dos y cinco trenes diarios según datos del año 2010.